# Horst Dohlus
Horst Paul Dohlus, né le 30 mai 1925 à Plauen et mort le 28 avril 2007 à Berlin, est un haut fonctionnaire est-allemand, membre du Politburo et secrétaire du Comité central du Parti socialiste unifié d'Allemagne.

## Biographie
Dohlus suit une formation de coiffeur de 1939 à 1942 et est assistant coiffeur jusqu'en 1943. Enrôlé dans le service du travail du Reich en 1943, il sert ensuite dans la Wehrmacht jusqu'en 1945. Jusqu'en 1946, il est prisonnier de guerre.
Après sa captivité, il rejoint le SED et devient fonctionnaire du parti dans la société d'extraction d'uranium Wismut. Il est député de la Chambre du peuple de 1950 à 1954. En 1955, il est réprimandé pour « comportement préjudiciable au parti et violations persistantes de la morale du parti ».
Après avoir étudié à l'école des cadres du PCUS à Moscou de 1954 à 1955, il est organisateur du Comité central du SED au Kombinat énergétique Gaskombinat Schwarze Pumpe jusqu'en 1958, et deuxième secrétaire de la direction du SED dans le district de Cottbus jusqu'en 1960.
De 1960 à 1986, Dohlus dirige le département organisationnel du parti au Comité central du SED. En 1971, il est réélu à la Chambre du peuple et membre du secrétariat du Comité central. En 1976, il est candidat au Politburo et y est admis en 1980. Enfin, il est nommé en 1986 membre de la Commission des cadres du Comité central du SED.
Avec l'effondrement de la RDA, Dohlus démissionne du Politburo en novembre 1989, est exclu du parti en janvier 1990. Lors du procès pour homicide involontaire et coresponsabilité du régime frontalier de la RDA (Procès du Politburo), les charges contre Dohlus sont abandonnées en juin 1997 en raison de sa maladie cardiaque.
Il meurt en 2007. Sa tombe se trouve au cimetière central de Berlin-Friedrichsfelde.

## Distinctions
Il reçoit la Bannière du Travail en 1968 et 1970, l'ordre patriotique du patriotique en 1964, 1969 et 1983, le titre de Héros du travail en 1975, et l'Ordre de Karl-Marx en 1979 et 1985.